# Andreï Mironov
Pour les articles homonymes, voir Andreï Mironov (homonymie) et Mironov.
Andreï Alexandrovitch Mironov (russe : Андрей Александрович Миронов), né le 7 mars 1941 à Moscou et mort le 16 août 1987 à Riga, est un acteur de théâtre et cinéma, acteur de doublage et chanteur soviétique.

## Biographie
Fils d'Alexandre Ménaker et Maria Mironova, tous deux acteurs de théâtre et cinéma, Andrei Mironov naît à Moscou alors en Union soviétique. Dès son plus jeune âge, le garçon rêve d'embrasser une carrière artistique. En 1952, il passe une audition pour Le Tour du monde de Sadko, mais ne sera pas retenu par Alexandre Ptouchko. Il joue dans la troupe du théâtre amateur de son école, puis, s'inscrit au studio d'art dramatique au sein du Théâtre Central pour enfants.
Après ses études secondaires, en 1958, il s'inscrit à l'Institut d'art dramatique Boris Chtchoukine du Théâtre Vakhtangov, et obtient son premier rôle au cinéma en 1960, dans la comédie Et si c'était l'Amour? de Youli Raizman, mais le film est démoli par la critique. En 1962, il finit son cursus avec le diplôme rouge, équivalent soviétique de la mention très bien, et intègre la troupe du théâtre de la Satire auquel il restera fidèle pendant vingt-cinq ans.
Parallèlement à son travail au théâtre, Mironov poursuit sa carrière cinématographique. En 1963, il se fait remarquer dans la comédie Trois plus deux de Genrikh Oganessian, puis, enchaîne avec Mon petit frère d'Alexandre Zarkhi. Il connait un véritable succès à la sortie de Attention, automobile d'Eldar Riazanov, où il joue aux côtés d'Innokenti Smoktounovski, célèbre pour sa performance dans Hamlet de Grigori Kozintsev juste avant. L'année 1969 est marquée par la sortie du Bras de diamant de Leonid Gaïdaï, le film qui devient culte pour plusieurs générations de russes et atteint la 1re place par le nombre de spectateurs à sa sortie (76,7 millions). Mironov dans le rôle de Kozodoïev, un acolyte maladroit d'un vrai truand (Anatoli Papanov), y donne la réplique à Youri Nikouline qui joue le citoyen soviétique modèle. Mironov s'y illustre également comme chanteur, en interprétant L'Ile de la malchance (Ostrov nevezenya), qui avec d'autres chansons du film sortira sur un disque vinyle.
Un autre film notable dans la carrière de Mironov est Le Bien de la République de Vladimir Bytchkov (ru), où il joue le rôle principal, sort en 1972. Il y interprète également une chanson A qui le tour ? (Kto na novenkogo ?) qui, avec les scènes d'escrime et de poursuites, contribue à l'ambiance de cette comédie d'aventure.
En 1973, Mironov tient l'un des seconds rôles dans Les Vieillards-braqueurs du célèbre Eldar Riazanov. La même année, il joue dans l'adaptation des Petites comédies d'un grand immeuble de Grigori Gorine et Arkadi Arkanov, mise en scène au Théâtre de la Satire par Valentin Ploutchek et enregistré pour la télévision. Mironov s'y essaye également comme metteur en scène, avec Alexandre Schirwindt.
Le 18 mars 1974, à l'occasion de la première projection des Incroyables aventures des Italiens en Russie d'Eldar Riazanovs, où Mironov incarne l'un des héros principaux, on organise une rencontre d'artistes avec le public dans la salle de cinéma Rossiya. Le 16 octobre de la même année, Mironov est distingué artiste émérite de la RSFS de Russie. Toujours chez Riazanov, il passe les auditions pour L'Ironie du sort, en vue d'incarner Génia Loukachine, mais n'arrive pas à convaincre le réalisateur, qui donnera le rôle à Andreï Miagkov. Il part avec son théâtre en Italie au mois de novembre, puis, en décembre commence le tournage du spectacle télévisé Les Pages du journal de Petchiorine d'Anatoli Efros (d'après Un héros de notre temps de Mikhaïl Lermontov), où il forme un duo avec Oleg Dahl.
En 1977, Andrei Mironov apparaît sous les traits de l'illustre escroc Ostap Bender, dans l'adaptation des Douze Chaises réalisée par Mark Zakharov.
En 1980, Mironov est nommé Artiste du peuple de la RSFS de Russie.
En 1987, en Crimée, il participe à ce qui s'avérera par la suite être sa dernière prestation au cinéma, le western rouge L'Homme du boulevard des Capucines réalisé par Alla Sourikova .
Le 14 août 1987, Andrei Mironov joue dans Le Mariage de Figaro au Théâtre d'opérette de Riga. Il perd connaissance lors de la scène finale, avant que le rideau retombe. Dans le service de neurochirurgie de la clinique Gaiļezers où l'artiste est transporté on constate une importante hémorragie cérébrale. Malgré les mesures de réanimation poursuivies durant deux jours l'artiste sera prononcé mort le matin du 16 août 1987 à 5h 35. Il était âgé de 46 ans. Son corps est rapatrié à Moscou et enterré au cimetière Vagankovo.

## Vie privée

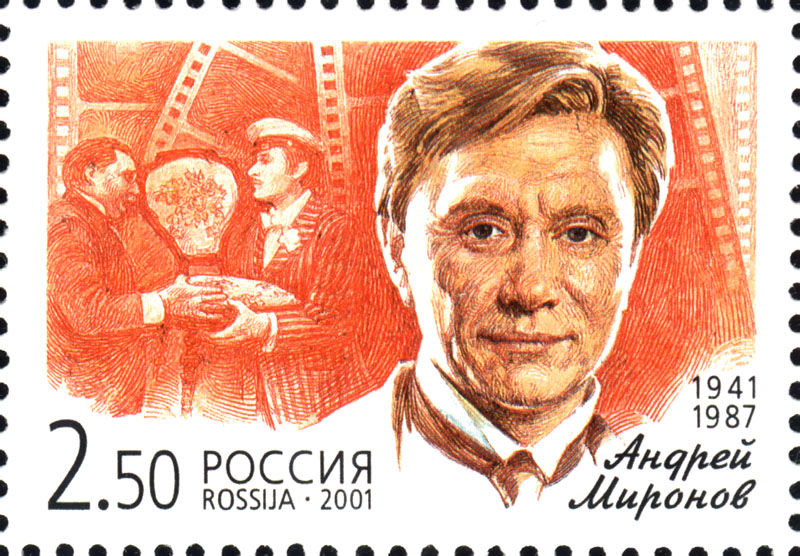
Portrait de Mironov dans une timbre russe de 2001

En 1971-1976, Andrei Mironov est marié avec l'actrice Ekaterina Gradova. Ensemble, ils ont une fille, Maria Mironova, actrice nommée artiste émérite de Russie en 2006.
Sa seconde épouse est l'actrice du Théâtre de l'Armée russe Larissa Goloubkina.
Il jouissait d'une datcha à Sovietski Pissatel.

## Filmographie
- 1961 : Et si c'était l'Amour ? (А если это любовь?, A esli eto lyubov?) de Youli Raizman
- 1962 : Mon petit frère (Мой младший брат, Moy mladshy brat) d'Alexandre Zarkhi : Youri Popov
- 1963 : Deux Dimanches (Два воскресенья, Dva voskresenya) de Vladimir Chredel
- 1963 : Trois plus deux (Три плюс два, Tri plus dva) de Genrikh Oganessian
- 1966 : Attention, Automobile (Берегись автомобиля, Beregis avtomobilya)
- 1966 : Contes de la vieille forêt (Сказки старого леса, Skazki starovo lesa) de Youri Saakov
- 1966 : Une année aussi longue que la vie (Год как жизнь) de Grigori Rochal : Friedrich Engels
- 1967 : Le Mur mystérieux (Таинственная стена, Tainstvennaya stena) d'Irina Povolotskaïa
- 1968 : Le Bras de diamant (Бриллиантовая рука, Brilliantovaya ruka) de Leonid Gaïdaï
- 1968 : Aimer (Любить...) de Mikhaïl Kalik et Inna Toumanian : jeune homme en soirée
- 1968 : Une leçon de littérature (en) (Урок литературы, Urok literatury) d'Alexeï Korenev (ru)
- 1969 : L'Enlèvement du Nouvel An
- 1970 : Deux Sourires
- 1970 : Bonheur Familial
- 1970 : Si vous pouvez vivre ?
- 1971 : Tiens-toi aux nuages (Держись за облака) de Péter Szász et Boris Grigoriev
- 1971 : Le Bien de la République (Достояние республики) de Vladimir Bytchkov (ru) : Marquis
- 1971 : Les Viellards Voleurs d'Eldar Riazanov
- 1971 : L'Ombre
- 1973 : Les Incroyables Aventures d'Italiens en Russie d'Eldar Riazanov
- 1973 : Les Nouvelles Aventures de Donie et Mickey
- 1973 : Les Vieux Murs
- 1974 : Lev Gouritch Sinitchkine
- 1974 : Un chapeau de paille (Соломенная шляпка) de Leonid Kvinikhidze : Léonidas Fadinard
- 1975 : Le Mariage répété
- 1975 : Une étape à la rencontre
- 1975-1984 : Les Aventures du chat Léopold (voix)
- 1976 : Les Hirondelles célestes (Небесные ласточки) de Leonid Kvinikhidze : Célestin
- 1976 : Les Douze Chaises de Mark Zakharov (série télévisée)
- 1978 : Le Miracle ordinaire de Mark Zakharov
- 1978 : Sans signes particuliers (Особых примет нет) d'Anatoli Bobrovski (ru)
- 1979 : Trois hommes dans un bateau, sans compter le chien
- 1979 : Les Fantasies de Fariatiev
- 1980 : La Faillite de l'opération Terreur[pas clair]
- 1980 : Une désignation
- 1980 : Ayez un mot pour un pauvre hussard d'Eldar Riazanov
- 1981 : Soyez mon mari
- 1982 : Conte de fées de voyages
- 1983 : Quelque chose de la vie provinciale
- 1983 : Je retourne votre portrait
- 1984 : La Blonde au coin de la rue
- 1984 : Mon ami Ivan Lapchine (Мой друг Иван Лапшин) d'Alexeï Guerman
- 1984 : La Victoire
- 1985 : Il ne faut pas être triste (Грустить не надо, Grustit ne nado) d'Oleg Yerychev
- 1987 : L'Homme du boulevard des Capucines (Человек с бульвара Капуцинов) d'Alla Sourikova
- 1987 : L’Éclaireur de Pavel Lioubimov (le rôle est inachevé)